# Preminger
Preminger je název bihaćského pivovaru, jednoho z největších v Bosně a Hercegovině. Byl založen roku 1990 a jeho roční produkce je 250 000 hl. V roce 2001 získal pivovar ocenění za kvalitu piva International Trophy for Quality ve Frankfurtu, v Madridu pak ve stejném roce ocenění International Award For Commercial Prestige. Pivovar je také i držitelem ISO certifikátu; kromě piva (světlého ležáku) vyrábí i limonády a minerální vodu.